# Auguste Adib
Auguste Adib o Auguste Adib Pacha (àrab: أوغست أديب باشا, Awḡust Adīb Bāxā) (1859 – 12 de juliol de 1936) va ser el primer primer ministre de la República Libanesa, abans Estat del Gran Líban, que era una part del mandat francès de Síria i el Líban. Fou un economista destacat. Va servir com a primer ministre dues vegades entre els anys 1926 i 1932.

## Biografia
Auguste Adib va néixer en el si d'una família maronita del Mont Líban. Va estudiar en el Col·legi de Jesuïtes de Deir Mar Maroun a Ghazir, a continuació, en acabar, va anar a la Universitat de Sant Josep (Université Saint-Joseph) a Beirut. El 1885 es va traslladar a Egipte, on va treballar en l'administració local.
Va ser un dels fundadors de l'Aliança Libanesa, que va ser fundada al Caire l'any 1908. Aquest partit va exigir - igual que altres grups àrabs de l' Imperi Otomà - que les àrees àrabs de l'imperi accedissin a la independència. Al mateix temps va buscar crear una estat dominat pels cristians anomenat Gran Líban com a pàtria pels cristians libanesos del Mont Líban que considerava que en realitat eren descendents dels fenicis. El seu desig per un estat cristià el va separar del conjunt de grups panarabistes partidaris de la independència dels àrabs de l'Orient Mitjà.
Va tornar al Líban en 1920, acabada la Primera Guerra Mundial, després d'haver passat dues dècades i mitja a Egipte. El va fer tornar la caiguda de l'Imperi Otomà, que va deixar lliures les zones habitades per àrabs a l'Orient Mitjà del domini otomà. El 1926 els colonialistes francesos van dividir l'antic mandat en Síria i Líban establint la república Libanesa (1926-1946). Charles Debbas va ser el primer President i va designar a Adib com a primer primer ministre (expert financer avalat pel alt comissionat Henry de Jouvenel des Ursins), càrrec del que va prendre possessió el 31 de maig de 1926. El gabinet estava format per Bishar al-Khoury a Interior; Najib Qabani a Justícia; Yusuf Naftimas a Obres Publiques; Najib Amouni a Educació; Ali Nasrat al-Asad a Agricultura; i Salim Talhuk a Sanitat. El desembre de 1926, Adib viatjar a París per participar en una Conferència sobre la resolució del deute pendent que l'Imperi Otomà havia deixat als seus successors. Mentrestant al Líban, hi havia una lluita de poder entre Émile Eddé, i Bishar al-Khoury, en què els dos el volien succeir al front del govern. Adib no va poder aïllar-se d'aquesta pressió i va dimitir el 5 de maig de 1927.
Uns anys més tard es va convertir en Primer Ministre de nou el 25 de març de 1930 designat també per Charles Debbas, que tenia l'aprovació del alt comissionat Auguste Henri Ponsot i l'assentiment de al-Jisr i Bishar al-Khoury que el veien com un polític sense base pròpia de poder i relativament debil. Va formar un govern de cinc membres amb el ministre del Interior i Sanitat, Musa Namur com home fort. Husain al-Ahdab, el principal blanc de les crítiques d'Émile Eddé, va retenir el seu lloc de ministre d'Obres públiques i el xiïta Ahmad al-Husaini al ministeri de justícia. Jubran Tuani, grec ortodox i amo d'un diari (al-Ahrar), va ser nomenat ministre d'Educació. Des de l'inici el partit sunnita liderat per Riyad al-Sulh, li va demanar de pressionar a França per substituir el mandat per un tractat similar al que Gran Bretanya havia acordat amb l'Iraq. D'altra banda el nou govern va reobrir 75 escoles d'estat tancades pel govern d'Émile Eddé i va reinstal·lar 700 funcionaris depurats per l'anterior govern, no podent per tant rebaixar les despeses. Va ocupar el càrrec d'aquest moment i fins al 9 de maig (erròniament algunes fonts donen març) de 1932, amb una reorganització del gabinet el 22 de juliol de 1931.
Va estar relacionat amb alguns altres individus notables, el més destacat dels quals era el seu nebot Camille Chamoun, que va arribar a ser president. Va morir el 1936.